# It's all Love!
《It's all Love!》是日本歌手倖田來未的第43rd單曲，也是倖田來未和其妹日本歌手misono以「倖田來未×misono」名義推出的單曲。收錄、二人合唱的「It's all Love!」以及各自獨唱的日本電影《舞吧！昴（昴-スバル-）》主題曲「faraway」、「天秤～強がりな私×弱がりな君～（天秤～逞強的我x軟弱的你～）》。

## 附註
- 本作為倖田首次以合作名義「倖田來未×misono」發行的單曲。
- 本作各收錄兩人的獨唱曲「faraway」、「天秤～強がりな私×弱がりな君～（天秤～逞強的我x軟弱的你～）」。

## 發售版本
- CD＋DVD
  - 台灣版、香港版及中國大陸版僅推出此版本
- CD ONLY
- FC限定版

## 曲目

### CD
1. It's all Love! / 倖田來未×misono
  - 作詞：倖田來未、misono、作曲：前山田健一、編曲：h-wonder
  - music.jp電視廣告曲，日本電視台「スッキリ!!」片尾曲
2. faraway
  - 作詞：倖田來未、作曲・編曲：塩川満己
  - 華納兄弟電影「昴-スバル-」主題歌
3. 天秤～強がりな私×弱がりな君～（天秤～逞強的我x軟弱的你～） / misono
  - 作詞・作曲：misono
4. It's all Love!（Instrumental）
5. faraway（Instrumental）
6. 天秤～強がりな私×弱がりな君～（天秤～逞強的我x軟弱的你～）（Instrumental）

### DVD
1. It's all Love!（Music Video）
2. faraway（Music Video）
3. faraway（Making Video）

### FC限定版CD
1. It's all Love!
2. It's all Love!（Instrumental）

## 外部連結
- 倖田來未×misono Official Site（日語）
- 倖田來未×misono Official Site（台灣官網）